# Ewerby Thorpe
Ewerby Thorpe – osada w Anglii, w hrabstwie Lincolnshire, w dystrykcie North Kesteven, w civil parish Ewerby and Evedon. Leży 7 km od miasta Sleaford. Ewerby Thorpe jest wspomniana w Domesday Book (1086) jako Oustorp.